# Jean-Charles Blais
Jean Charles Blais (Nantes, 22 ottobre 1956) è un pittore francese.

## Biografia
L'apparizione in pubblico dell'opera di Jean Charles Blais è avvenuta all'inizio degli anni 1980 con dipinti realizzati su materiali di recupero e manifesti particolarmente strappati. La sua prima mostra personale, al CAPC di Bordeaux nel 1982, è stata seguita da numerose presentazioni nelle gallerie Yvon Lambert a Parigi, Leo Castelli a New York, Buchmann a Basilea e  Kenji Taki a Tokyo. Nel 1987 gli è stata dedicata una mostra personale al Centro Georges Pompidou di Parigi.
Nel 1990 ha realizzato l'arredo della stazione della metropolitana Assemblée nationale di Parigi, costituito da un gigantesco fregio di manifesti stampati e periodicamente rinnovati (rinnovato in una nuova versione nel 2004 per dieci anni). L'anno successivo è stato invitato a presentare una mostra personale alla Staatsgalerie Morderner Kunst di Monaco di Baviera e poi nel 1994 al museo de L'Aia. Lo stesso anno ha presentato una serie di forme sospese tagliate da tessuto nella Cappella della Salpêtrière come parte del festival autunnale di Parigi.
Nel 1996 ha realizzato un progetto pubblico le cabine telefoniche costituito da manifesti esposti negli spazi pubblicitari delle cabine telefoniche della città su richiesta del Museum of Modern Art di New York in occasione della mostra "Stampa pensante". Nel 1998 ha esposto a Parigi, alla galleria Yvon Lambert, poi al Groninger Museum e alla fondazione Bawag di Vienna, una serie di opere dal titolo "su misura" che aveva realizzato in tessuto da un atelier di moda.
Da questo periodo ha iniziato a collaborare anche alla creazione dello studio Art-Netart con la progettazione di opere utilizzando tecnologie digitali. Nel 2002 i primi elementi di questo lavoro sono stati presentati da Modernism a San Francisco, nella collezione Lambert ad Avignone ma anche sotto forma di DVD in luoghi di diffusione come Fnac, Virgin o And a store in Giappone. Una grande quantità di queste opere digitali è stata raccolta e presentata con il titolo Die digitale Linie alla Pinakothek der Moderne di Monaco di Baviera.
Nel 2004 ha progettato una nuova serie di immagini stampate per l'allestimento della stazione della metropolitana "Assemblea nazionale" a Parigi. Su richiesta del Grand Théâtre de Genève ha realizzato una serie di progetti grafici per le locandine degli spettacoli della stagione 2008/2009. Questa serie di immagini ha inaugurato una prolifica serie di grandi gouaches su carta, attraverso fonti fotografiche, collage e ritagli. L'invenzione di questi assemblaggi appuntati ha reintrodotto l'aspetto di figure dipinte nel suo lavoro. Nel febbraio 2010 ha collaborato anche con l'architetto Jean Nouvel per una installazione alla presentazione di 100 undicesima avenue a New York.
Nella primavera del 2013 ad Antibes, il museo Picasso gli ha dedicato una grande mostra, associando una serie di dipinti recenti e inediti a una scelta di opere che esplorano nel tempo trasformazioni imprevedibili e permanenti.

## Collezioni pubbliche
Germania
- Freudenberg Industry, Weinheim
- Graphische Sammlung der Stadt, Esslingen
- Museum Ludwig im Deutschherrenhaus, Coblenza
- Ludwig Forum für Internationale Kunst, Aachen
- Staatliche Graphische Sammlung, Pinakothek der Moderne, Monaco di Baviera

Australia
- Art Gallery of New South Wales, Sydney
- Museum of Contemporary Art Australia, Sydney
- National Gallery of Australia, Canberra

Austria
- Lentos Art Museum, Linz
- M.A.K., Vienna
- Mumok, Vienna

Belgio
- Centre de la gravure et de l'image imprimée, La Louvière

Canada
- Musée d'art contemporain de Montréal

Spagna
- ARCO Foundation, Madrid

Stati Uniti
- Museum of Modern Art, New York
- National Gallery of Art, Washington
- Cleveland Museum of Art, Graphics Department, Cleveland

Finlandia
- Sara Hildénin taidemuseo, Tampere

Francia
- Biblioteca nazionale di Francia, Cabinet des estampes, Parigi
- CAPC musée d'art contemporain de Bordeaux, Musée d'Art Contemporain, Bordeaux
- Collection Lambert, Avignone
- Fondation Cartier pour l'art contemporain, Parigi
- Fonds national d'art contemporain
  - Centre national des arts plastiques, Parigi
  - Clermont-Ferrand
  - (Alsazia) Sélestat
  - Limoges
  - Amiens
  - (PACA) Marsiglia
  - (Bretagna), Rennes
- Institut d'art contemporain de Villeurbanne
- Les Abattoirs, Tolosa
- Carré d'art, musée d'art contemporain, Nîmes
- Musée d'Art moderne et d'Art contemporain di Nizza
- Musée d'art de Toulon, Tolone
- Museo Cantini, Marsiglia
- Musée national d'art moderne, Centro Georges Pompidou, Parigi
- Musée d'Art moderne et contemporain di Strasburgo
- Musée Réattu, Arles
- Musée Picasso, Antibes
- Musée des Arts Décoratif, Parigi

Giappone
- Musée d'art de Kōchi, Giappone

Monte Carlo
- Nouveau musée national de Monaco, Musée d'art contemporain

Paesi Bassi
- Bibliothèque royale, L'Aia
- Peter Stuyvesant Foundation, Amsterdam
- Stedelijk Museum, Amsterdam

Portogallo
- Museu Colecção Berardo, Lisbona

Svizzera
- Musée cantonal des beaux-arts, Losanna
- Musée Jenisch, Vevey
- Museum fur Gegewartskunst, Bâle
- Schaulager, Münchenstein/Basilea

Regno Unito
- Tate Gallery, Graphics Department, Londra